# Dreaming I was Dreaming
Dreaming I was Dreaming – dziewiąty singel Namie Amuro. Singel został wydany przez wytwórnię avex trax tuż przed ciążą i ślubem Namie Amuro. Podczas jedenastu tygodni trwania rankingu Oricon Amuro sprzedała 558 830 kopii płyty. Piosenka Dreaming I was Deaming została użyta w kampanii reklamowej Maker Estate Twin Jewelry.

## Lista utworów
| 1. | Dreaming I was Dreaming (Straight Run)    | 5:15  |
|    |                                           |       |
| 2. | Dreaming I was Dreaming (congratulations) | 7:47  |
|    |                                           |       |
| 3. | Dreaming I was Dreaming (Instrumental)    | 5:10  |
|    |                                           |       |
|    |                                           | 18:12 |
|    |                                           |       |

## Personel
- Namie Amuro – wokal, wokal wspierający
- Tetsuya Komuro – pianino

## Produkcja
- Producenci – Tetsuya Komuro, Cozy Kubo
- Aranżacja – Cozy Kubo
- Miksowanie – Dave Way
- Remiksowanie – Joe Chicarelli

## Oricon
| Diagram                                                    | Pozycja |
| ---------------------------------------------------------- | ------- |
| Dzienny diagram Oricon (w pierwszym dniu sprzedaży)        | #1      |
| Tygodniowy diagram Oricon (w pierwszym tygodniu sprzedaży) | #1      |
| Miesięczny diagram Oricon (w pierwszym miesiącu sprzedaży) | #4      |
| Roczny diagram Oricon                                      | #42     |